# 5e Primetime Emmy Awards
De 5e Primetime Emmy Awards, waarbij prijzen werden uitgereikt in verschillende categorieën voor de beste Amerikaanse televisieprogramma's van 1952, vond plaats op 5 februari 1953 in Los Angeles.

## Winnaars en nominaties - televisieprogramma's
(De winnaars staan bovenaan in vet lettertype.)

#### Dramaserie
(Best Dramatic Program)
- Robert Montgomery Presents
  - Celanese Theatre
  - Goodyear Television Playhouse
  - Kraft Television Theatre
  - Studio One

#### Komische serie
(Best Situation Comedy)
- I Love Lucy
  - The Adventures of Ozzie & Harriet
  - The Amos 'n Andy Show
  - The George Burns and Gracie Allen Show
  - Mister Peepers
  - Our Miss Brooks

#### Mysterie- Actie- of avonturenserie
(Best Mystery, Action, or Adventure Program)
- Dragnet
  - The Big Story
  - Foreign Intrigue
  - Martin Kane, Private Eye
  - Racket Squad

## Winnaars en nominaties - acteurs

#### Beste acteur
(Best Actor)
- Thomas Mitchell
  - John Forsythe
  - Charlton Heston
  - John Newland
  - Vaughn Taylor
  - Jack Webb

#### Beste actrice
(Best Actress)
- Helen Hayes
  - Sarah Churchill
  - June Lockhart
  - Maria Riva
  - Peggy Wood

#### Beste komische acteur
(Best Comedian)
- Jimmy Durante
  - Sid Caesar
  - Wally Cox
  - Jackie Gleason
  - Herb Shriner

#### Beste komische actrice
(Best Comedienne)
- Lucille Ball
  - Eve Arden
  - Imogene Coca
  - Joan Davis
  - Martha Raye

#### Persoonlijkheid
(Most Outstanding Personality)
- Fulton J. Sheen
  - Lucille Ball
  - Jimmy Durante
  - Arthur Godfrey
  - Edward R. Murrow
  - Donald O'Connor
  - Adlai Stevenson